# Jean-Claude Lord
Jean-Claude Lord (* 6. Juni 1943 in Montréal, Québec; † 15. Januar 2022 ebenda) war ein kanadischer Regisseur, Drehbuchautor, Filmeditor und Produzent in Film und Fernsehen. In seiner Karriere inszenierte er verschiedene Kino- und TV-Filme, darunter Produktionen wie Das Horror-Hospital, Daffy und der Wal, Mindfield und Fluch der Erinnerung.

## Leben und Werk
Jean-Claude Lord, geboren 1943 in Montreal, begann 1964 als Drehbuchautor und Filmproduzent für den Film Trouble fête seine Laufbahn. Als Regisseur schrieb und inszenierte er 1966 mit dem Filmdrama Délivrez-nous du mal mit Jacques Bilodeau, Catherine Bégin und Yvon Deschamps in den Hauptrollen seine erste eigene Produktion. Lord drehte zahlreiche Kino- und Fernsehfilme, darüber hinaus arbeitete er als Regisseur seit 1986 auch für Episoden für Serien fürs Fernsehen.
In den 1980er Jahren realisierte er mehrere internationale Kinofilme, darunter 1982 den Gruselthriller Das Horror-Hospital mit Michael Ironside und Lee Grant, 1984 das romantische Drama Covergirl mit Jeff Conaway und Irena Ferris, 1985 das Action-Drama Toby McTeague mit Yannick Bisson, 1986 den Science-Fiction-Thriller Micro-Chip-Man mit David McIlwraith und Teri Austin, 1988 die Familienkomödie Daffy und der Wal, 1989 den Musikfilm Eddie lebt mit Michael Paré und Marina Orsini und den Thriller Mindfield mit Michael Ironside, Lisa Langlois und Christopher Plummer in den Hauptrollen.
1992 entstand für die Leinwand der Thriller Fluch der Erinnerung mit Anthony Edwards und Tom Burlinson. 2002 drehte er mit dem Film North Station mit Benoît Brière und Xavier Morin-Lefort seine letzte Arbeit für das Kino.
Lord verstarb am 15. Januar 2022 im Alter von 78 Jahren in seiner Geburtsstadt Montreal an den Folgen eines Schlaganfalls.

## Filmografie (Auswahl)
als Regisseur

### Kino
- 1966: Délivrez-nous du mal
- 1972: Les colombes
- 1974: Bingo
- 1976: Parlez-nous d’amour
- 1977: Panique
- 1979: Éclair au chocolat
- 1982: Das Horror-Hospital (Visiting Hours)
- 1984: Covergirl
- 1985: Toby McTeague
- 1986: Micro-Chip-Man (The Vindicator)
- 1988: Daffy und der Wal (La grenouille et la baleine)
- 1989: Eddie lebt (Eddie and the Cruisers II: Eddie Lives!)
- 1989: Mindfield
- 1992: Fluch der Erinnerung (Landslide)
- 2002: North Station

### Fernsehen
- 1986: Lance et compte (Fernsehserie, 13 Episoden)
- 1991: Urban Angel (Fernsehserie, 1 Episode)
- 1994: Sirens (Fernsehserie, 1 Episode)
- 1996: Jasmine (Fernsehserie, 1 Episode)
- 1997: Lobby (Fernsehserie, 1 Episode)
- 1997: Diva (Fernsehserie, 1 Episode)
- 1999: Maurice Richard: Histoire d’un Canadien (Fernsehserie, 1 Episode)
- 2000: Quadra (Fernsehserie, 1 Episode)
- 2001: L’or (Fernsehserie, 1 Episode)
- 2002: Galidor: Defenders of the Outer Dimension (Fernsehserie, 1 Episode)
- 2002: Lance et compte – Nouvelle génération (Fernsehserie, 1 Episode)
- 2002: Undressed (Fernsehserie, 3 Episoden)
- 2004: Lance et compte: La reconquête (Fernsehserie, 1 Episode)
- 2006: Lance et compte: La revanche (Fernsehserie, 1 Episode)
- 2008: Secrets of the Summer House (Fernsehfilm)
- 2008: Lance et compte: Le grand duel (Fernsehserie, 1 Episode)
- 2009: Out of Control (Fernsehfilm)
- 2009: Ring of Deceit (Fernsehfilm)
- 2010: Second Chances (Fernsehfilm)
- 2014: Les Jeunes Loups (Fernsehserie, 1 Episode)
- 2015: Lise Payette: un peu plus haut, un peu plus loin (Fernsehdokumentarfilm)
- 2015: 30 Vies (Fernsehserie, 4 Episoden)
- 2016: District 31 (Fernsehserie, 1 Episode)

### Kurz- oder Dokumentarfilme
- 1993: La vitesse tue (Kurzfilm)
- 2013: Les Criminelles (Dokumentarfilm)
- 2018: Amour Cougar: au-delà du mythe (Dokumentarfilm)